# Pholcomma tokyoense
Pholcomma tokyoense là một loài nhện trong họ Theridiidae.
Loài này thuộc chi Pholcomma. Pholcomma tokyoense được Hirotsugu Ono miêu tả năm 2007.